# Стефано Торрізі
Стефано Торрізі (італ. Stefano Torrisi, нар. 7 травня 1971, Баньякавалло) — італійський футболіст, що грав на позиції захисника, зокрема за клуб «Болонью», а також національну збірну Італії.

## Клубна кар'єра
У дорослому футболі дебютував 1987 року виступами за команду «Модена», в якій провів три сезони, взявши участь у 44 матчах чемпіонату. 
Згодом з протягом двох сезонів грав на рівні четвертого і третього італійських дивізіонів грав за «Равенну», після чого 1993 року приєднався до «Реджяни», у складі якої дебютував у Серії A. Наступний сезон провів на тому з рівні за «Торіно».
1995 року перейшов до друголігової «Болоньї», з якою у першому ж сезоні повернувся до найвищого дивізіону. Після двох цілком успішних сезонів у Серії A у складі «Болоньї» був запрошений до іспанського «Атлетіко» (Мадрид).
Проявити себе в Іспанії повною мірою не вдалося і 1999 року захисник повернувся на батьківщину, ставши гравцем «Парми», де провів наступні два з половиною сезони, після чого знову відправився за кордон, цього разу до французького «Олімпіка» (Марсель), за команду якого врешті-решт лише двічі виходив на поле в іграх місцевого чемпіонату.
Після чергового повернення на батьківщину протягом 2003–2007 років грав за «Реджину» та «Болонью».

## Виступи за збірні
1993 року залучався до складу молодіжної збірної Італії. На молодіжному рівні зіграв у 3 офіційних матчах.
1997 року дебютував в офіційних матчах у складі національної збірної Італії.
Загалом протягом кар'єри у національній команді, яка тривала 1 рік, провів у її формі 1 матч.

## Статистика виступів

### Статистика клубних виступів
| Сезон               | Команда             | Чемпіонат           | Чемпіонат | Чемпіонат | Національний кубок | Національний кубок | Національний кубок | Континентальні кубки | Континентальні кубки | Континентальні кубки | Інші змагання | Інші змагання | Інші змагання | Усього | Усього |
| Сезон               | Команда             | Ліга                | Ігор      | Голів     | Ліга               | Ігор               | Голів              | Ліга                 | Ігор                 | Голів                | Ліга          | Ігор          | Голів         | Ігор   | Голів  |
| ------------------- | ------------------- | ------------------- | --------- | --------- | ------------------ | ------------------ | ------------------ | -------------------- | -------------------- | -------------------- | ------------- | ------------- | ------------- | ------ | ------ |
| 1988–89             | «Модена»            | C1                  | 5         | 0         | КІ-C               | ?                  | ?                  | -                    | -                    | -                    | -             | -             | -             | 5+     | 0+     |
| 1989–90             | «Модена»            | C1                  | 23        | 0         | КІ+КІ-C            | ?+?                | ?+?                | -                    | -                    | -                    | -             | -             | -             | 23+    | 0+     |
| 1990–91             | «Модена»            | B                   | 16        | 0         | КІ                 | 3                  | 0                  | -                    | -                    | -                    | -             | -             | -             | 19     | 0      |
| Усього за «Модену»  | Усього за «Модену»  | Усього за «Модену»  | 44        | 0         |                    | 3+                 | 0+                 |                      | -                    | -                    |               | -             | -             | 47+    | 0+     |
| 1991–92             | «Равенна»           | C2                  | 35        | 0         | КІ-C               | ?                  | ?                  | -                    | -                    | -                    | -             | -             | -             | 35     | 0      |
| 1992–93             | «Равенна»           | C1                  | 29        | 0         | КІ-C               | ?                  | ?                  | -                    | -                    | -                    | -             | -             | -             | 29     | 0      |
| Усього за «Равенну» | Усього за «Равенну» | Усього за «Равенну» | 64        | 0         |                    | ?                  | ?                  |                      | -                    | -                    |               | -             | -             | 64+    | 0+     |
| 1993–94             | «Реджяна»           | A                   | 21        | 0         | КІ                 | 1                  | 0                  | -                    | -                    | -                    | -             | -             | -             | 22     | 0      |
| 1994–95             | «Торіно»            | A                   | 22        | 0         | КІ                 | 4                  | 0                  | -                    | -                    | -                    | -             | -             | -             | 26     | 0      |
| 1995–96             | «Болонья»           | B                   | 34        | 0         | КІ                 | 6                  | 0                  | -                    | -                    | -                    | -             | -             | -             | 40     | 0      |
| 1996–97             | «Болонья»           | A                   | 28        | 0         | КІ                 | 4                  | 0                  | -                    | -                    | -                    | -             | -             | -             | 32     | 0      |
| 1997–98             | «Болонья»           | A                   | 24        | 0         | КІ                 | 3                  | 0                  | -                    | -                    | -                    | -             | -             | -             | 27     | 0      |
| 1998–99             | «Атлетіко»          | ПД                  | 17        | 1         | КІ                 | 5                  | 0                  | КУЄФА                | 4                    | 1                    | -             | -             | -             | 26     | 2      |
| 1999–00             | «Парма»             | A                   | 5         | 1         | КІ                 | 2                  | 0                  | ЛЧ+КУЄФА             | 2+4                  | 0                    | СІ            | 1             | 0             | 14     | 1      |
| 2000–01             | «Парма»             | A                   | 21        | 1         | КІ                 | 2                  | 0                  | КУЄФА                | 7                    | 0                    | -             | -             | -             | 30     | 1      |
| лип.2001-січ.2002   | «Парма»             | A                   | 5         | 0         | КІ                 | 0                  | 0                  | ЛЧ+КУЄФА             | 0                    | 0                    | -             | -             | -             | 5      | 0      |
| лют. - черв. 2002   | «Марсель»           | Л1                  | 2         | 0         | КФ+КЛ              | 0                  | 0                  | -                    | -                    | -                    | -             | -             | -             | 2      | 0      |
| лип. - груд. 2002   | «Парма»             | A                   | 0         | 0         | КІ                 | 0                  | 0                  | КУЄФА                | 0                    | 0                    | СУ            | 0             | 0             | 0      | 0      |
| Усього за «Парму»   | Усього за «Парму»   | Усього за «Парму»   | 31        | 2         |                    | 4                  | 0                  |                      | 13                   | 0                    |               | 1             | 0             | 49     | 2      |
| січ. - черв. 2003   | «Реджина»           | A                   | 8+1       | 0         | -                  | -                  | -                  | -                    | -                    | -                    | -             | -             | -             | 9      | 0      |
| 2003–04             | «Реджина»           | A                   | 25        | 2         | КІ                 | 4                  | 0                  | -                    | -                    | -                    | -             | -             | -             | 29     | 2      |
| Усього за «Реджину» | Усього за «Реджину» | Усього за «Реджину» | 34        | 2         |                    | 4                  | 0                  |                      | -                    | -                    |               | -             | -             | 38     | 2      |
| 2004–05             | «Болонья»           | A                   | 25+2      | 0         | КІ                 | 0                  | 0                  | -                    | -                    | -                    | -             | -             | -             | 27     | 0      |
| 2005–06             | «Болонья»           | B                   | 26        | 0         | КІ                 | 1                  | 0                  | -                    | -                    | -                    | -             | -             | -             | 27     | 0      |
| 2006–07             | «Болонья»           | B                   | 10        | 1         | КІ                 | 2                  | 0                  | -                    | -                    | -                    | -             | -             | -             | 12     | 1      |
| Усього за «Болонью» | Усього за «Болонью» | Усього за «Болонью» | 149       | 1         |                    | 16                 | 0                  |                      | -                    | -                    |               | -             | -             | 165    | 1      |
| Усього за кар'єру   | Усього за кар'єру   | Усього за кар'єру   | 384       | 6         |                    | 37+                | 0+                 |                      | 17                   | 1                    |               | 1             | 0             | 439+   | 7+     |

### Статистика виступів за збірну
| Дата      | Місто | Господарі | Результат | Гості   | Турнір             | Голи | Примітки |
| --------- | ----- | --------- | --------- | ------- | ------------------ | ---- | -------- |
| 11-6-1997 | Париж | Італія    | 2 – 2     | Франція | товариський турнір | -    |          |
| Усього    |       | Матчів    | 1         |         | Голів              | 0    |          |

## Титули і досягнення
- Володар Суперкубка Італії з футболу (1):

«Парма»: 1999